# Liste der Stolpersteine in Berlin-Müggelheim
Die Liste der Stolpersteine in Berlin-Müggelheim enthält die Stolpersteine im Berliner Ortsteil Müggelheim im Bezirk Treptow-Köpenick. Sie erinnern an das Schicksal der Menschen, die im Nationalsozialismus ermordet, deportiert, vertrieben oder in den Suizid getrieben wurden. Die Tabelle erfasst zwei Stolpersteine und ist teilweise sortierbar; die Grundsortierung erfolgt alphabetisch nach dem Familiennamen.
| Bild | Name         | Standort          |      | Verlegedatum  | Leben |
| ---- | ------------ | ----------------- | ---- | ------------- | --- |
|      | Hertha Milke | Alt-Müggelheim 17 |      | 6. Juni 2013  | [ 1 ] |
|      | Ursula Milke | Alt-Müggelheim 17 | Lage | 27. Apr. 2012 | Ursula Milke, Tochter des Bäckermeisters Milke, geboren am 8. August 1919 in Berlin, wurde nach Auschwitz deportiert. Am 16. September 1943 von Auschwitz ins KZ Ravensbrück gebracht, wo sie am 16. Juni 1944 starb. |